# ローレン・プライス
ローレン・プライス・MBE（Lauren Price、1994年6月25日 - ）は、ウェールズの女子プロボクサー、元サッカー選手、元キックボクサー。ニューポート出身。現WBAスーパー・WBC・IBF・IBO女子世界ウェルター級統一王者。2020年東京オリンピック女子ミドル級金メダリスト。

## 来歴
10歳の頃、祖父の勧めでサッカー、ネットボール、キックボクシングを始める。
2007年、13歳でキックボクシング世界選手権に出場し銀メダル獲得。

### サッカー
カーディフ・シティFCにスカウトされて入団すると、テスコカップウェールズのU-16優勝メンバーとなる。トップチーム昇格後もウェールズ・プレミアリーグ2012-13シーズンの優勝に貢献し、協会の年間クラブ最優秀選手にも選ばれた。
U-19ウェールズ代表でキャプテンを任され、2012年にはA代表デビューを果たした。
2014年、コモンウェルスゲームズに向けてボクシングに専念するためサッカーは引退。

### ボクシング

#### アマチュア
10代でボクシングを始めるが、ニコラ・アダムズが2012年ロンドンオリンピックで金メダル獲得したのを機により本格的に取り組む。17歳でヨーロッパ選手権と世界ユース選手権でいずれも銅メダル獲得。
2014年コモンウェルスゲームズで銅メダル獲得。
2018年コモンウェルスゲームズで金メダル獲得。
2021年に行われた東京オリンピックにも出場し、準決勝でオランダのヌーシュカ・フォンタイン、決勝で中国の李倩にそれぞれ勝利して金メダルを獲得。

#### プロ
2022年6月11日、ウェンブリー・アリーナにてValgerdur Gudstensdottir戦でプロデビューし、6回判定勝利。
2023年5月6日、Kirstie Bavingtonとの英国女子ウェルター級王座決定戦に臨み、10回3-0判定で勝利しプロ4戦目で初タイトル獲得に成功。
2023年9月2日、Lolita Muzeyaとノンタイトルで対戦し、6回負傷判定で5連勝。
2023年12月10日、Silvia Bortotとノンタイトルで対戦し、判定勝利。
2024年5月11日、WBAスーパー・IBO女子世界ウェルター級王者のジェシカ・マッキャスキルに挑戦。5回中にプライスの偶然のバッティングでマッキャスキルが左目を負傷し、9回2秒で試合続行不可となり3-0（90-82×3）負傷判定勝利で7戦目にして世界王座を獲得した。
2024年12月14日、リヴァプールのエキシビション・センター・リヴァプールでベクシー・マテウスとWBA・IBO王座の初防衛戦を行い、3回1分42秒TKO勝ちを収め2団体王座の初防衛に成功した。
2025年3月7日、ケンジントン・アンド・チェルシー区ケンジントンのロイヤル・アルバート・ホールでWBC・IBF女子世界ウェルター級統一王者のナターシャ・ジョナスとWBA・WBC・IBF女子世界同級王座統一戦を行い、10回3-0判定勝利でWBA・IBO王座の2度目の防衛とWBC・IBF・リングマガジン王座の獲得に成功、3団体王座統一を果たした。

## 獲得タイトル
- 英国女子ウェルター級王座
- WBA女子世界ウェルター級スーパー王座（防衛2）
- IBO女子世界ウェルター級王座（防衛2）
- WBC女子世界ウェルター級王座（防衛0）
- IBF女子世界ウェルター級王座（防衛0）